# Camarosporium spartii
Camarosporium spartii är en svampart som beskrevs av Trail 1888. Camarosporium spartii ingår i släktet Camarosporium, ordningen Botryosphaeriales, klassen Dothideomycetes, divisionen sporsäcksvampar och riket svampar.   Inga underarter finns listade i Catalogue of Life.